# Общество скептиков
О́бщество ске́птиков (англ. The Skeptics Society) — некоммерческая организация, целью которой является популяризация науки и научного скептицизма, борьба с распространением псевдонауки, суеверий и иррациональных верований. Изначально организация была основана как общество скептиков Лос-Анджелеса, чтобы заменить исчезнувшую группу скептиков Южной Калифорнии. Однако после успешного выпуска собственного журнала Skeptic весной 1992 года организация расширилась сначала до национальной, а потом до международной.

## История и философия
Организация была основана в 1992 году, а к 2008 году насчитывала 55 тыс. членов. Среди видных членов организации такие учёные, как астрофизик Нил Деграсс Тайсон, популяризатор науки Билл Най и биолог Ричард Докинз.
Философия общества не совместима с догматизмом, создатели организации подчёркивают, что скептицизм — это не позиция, а метод, суть которого не в отрицании всего априори претендующего на опровержение устоявшихся концепций, а в сомнении относительно теорий, которые не имеют под собой доказательной базы.

## Деятельность
Деятельность организации включает в себя:
- Выпуск ежеквартального журнала Skeptic под редакцией Майкла Шермера. Журнал имеет более 40 тыс. подписчиков[3].
- Изучение и исследование спорных теорий и заявлений.
- Спонсирование ежемесячных лекций в Калифорнийском техническом институте.
- Выпуск и продажа аудио- и видеоматериалов лекций.
- Поддержание каталога книг на тему науки и скептицизма со скидкой для членов организации.
- Организация тематических научных конференций.
- Поддержка новостного раздела eSkeptic, на котором публикуются актуальная информация на тему науки и псевдонауки.
- Организация два раза в неделю выпускает подкаст Skepticality[англ.].

Основная деятельность организации — это публикация научно-популярного и образовательного журнала Skeptic, который доступен для подписки во многих городах США и Канады. Журнал содержит более сотни страниц, на которых освещены различные темы, начиная от экспертизы предполагаемых НЛО, «плачущих» икон и проблем искусственного интеллекта, заканчивая статьями о выдающихся скептиках, таких как Айзек Азимов и Эрнст Майр. Главы некоторых выпусков содержат статьи различных авторов на одну тему, как, например, теория разумного замысла или креационизм.
В 2007 году Skepticality был утверждён в качестве официального подкаста организации.